# میکلتون، کانتی دورام
میکلتون (به انگلیسی: Mickleton) یک روستا و محله مدنی در بریتانیا است که در County Durham واقع شده‌است. میکلتون ۴۱۳ نفر جمعیت دارد.